# Gerd Kanter
Gerd Kanter (født 6. maj 1979 i Tallinn, Estiske SSR, Sovjetunionen) er en estisk atletikudøver (diskoskaster), der vandt guld i diskoskast ved både OL i Beijing 2008 og ved VM i Osaka i 2007. Han vandt desuden sølv ved VM i Helsingfors i 2005.